# I'M SWAG
「I’M SWAG」（あいむ すわっぐ）は、日本の5人組ダンス&ボーカルグループ・ONE N' ONLYの楽曲。同グループのデビューシングルとして2018年11月21日にSDRからリリースされた。

## 背景
ONE N’ ONLYはスターダストプロモーション所属のEBiDAN発ダンス&ボーカルユニットで、4人組の「EBiSSH」と3人組の「さとり少年団」の融合により2018年に結成された。合同プロジェクト名義での初披露は2018年4月のEBiSSH×SBCツーマンライブで、この場で「I’M SWAG」が初めてパフォーマンスされた。同年5月7日に「I’M SWAG」のミュージックビデオがYouTubeで公開されると瞬く間に反響を呼び、公開から1か月足らずで再生回数100万回を突破した。フィリピンやインドネシアなど東南アジア諸国からの視聴が多く、コメント欄にも「待望のMVだ！」といった海外ファンからの書き込みが相次ぐなど国外にもファン層を拡大した。8月末には第2弾楽曲「Sexy Beach Party Yes!!」のMVも公開され、こちらも約1か月で200万回再生を超える勢いを見せた。こうした異例の事前反響を受け、9月10日にONE N’ ONLYのCDデビューが発表され、デビューシングルのタイトルはファンに馴染みの深い「I’M SWAG」に決定した。表題曲「I’M SWAG」はテレビ朝日の音楽番組『BREAK OUT』2018年11月度オープニングテーマにも起用され、CD発売前からタイアップによる露出も得た。

## 制作
デビュー曲「I’M SWAG」は、ONE N’ ONLYの楽曲プロデューサーであるJUNEが作詞・作曲・編曲を単独で担当した。JUNEはかつて自身も歌手として活動した経歴を持ち、本作では歯に衣着せぬ直接的な言葉遣いと攻撃的なサウンドを用いてグループの個性を打ち出している。メンバーのREIはインタビューで「『I’M SWAG』をきっかけにラップに挑戦し、曲調に合わせて力強い発声を学んだ」と語っており、レコーディングを通じてメンバーも表現力の新境地を開いた作品となった。
カップリング曲の制作陣もJUNEを中心に構成されている。「Sexy Beach Party Yes!!」はJUNEとkyo-heyの共作詞で、作曲・編曲はJUNEが手掛けた。「What About This?」は表題曲同様にJUNEが作詞・作曲・編曲を担当し、グループの持つダンスナンバー路線を強調した楽曲となっている。一方、「Everything’s Changing」はKeiko ImaizumiとJUNEの共作詞で、韓国人作曲家のJang YiJeong（チャン・イジョン）が作曲・編曲を担当している。このように収録曲ごとに作家陣の個性が活かされており、デビューシングルにはグループの多面的な音楽性が凝縮された。

## 構成
本シングルには表題曲「I’M SWAG」を含む全4曲が収録されている（各盤にカップリング2曲を収録）。「I’M SWAG」はヒップホップとEDM要素を織り交ぜたアップテンポのダンスチューンである。歌詞は《Look 遊ぶ姿が他と違うぜ》《誰もが真似出来ないぜ》といったフレーズに象徴されるように、自分たちのスタイルに誇りを持ち突き進むというテーマが込められている。3人のボーカルによる力強い歌唱と4人のラップ＆ダンサーによる躍動感あるパフォーマンスが融合し、ONE N’ ONLYのグループコンセプト「唯一無二」を体現する楽曲となった。
「Sexy Beach Party Yes!!」は南国のビーチでのパーティーをイメージさせる明るく開放的なダンスナンバーである。ノリの良いビートに乗せて《HANDS UP ここにおいで》《弾ける Paradise》といったフレーズが連呼され、リスナーを盛り上げる夏仕様のパーティーソングとなっている。爽快なサウンドとストレートな呼びかけの歌詞によって、グループの陽気でエネルギッシュな一面が表現された。
「What About This?」はシャープなリズムと電子音が印象的なダンス曲で、恋の駆け引きを思わせる歌詞が特徴的である。タイトルの「What About This?（これはどう？）」が示す通り、躊躇する相手を鼓舞し背中を押すような内容で、情熱的かつ少し挑発的なメッセージが込められている。メンバーのラップとボーカルが交互に絡み合う構成で、グループの持つ都会的なクールさを感じさせる仕上がりとなった。
「Everything’s Changing」はミディアムテンポのポップチューンで、変化を前向きに捉えるポジティブな世界観を持つ。歌詞には《小さな気づきすべてOK》《リズム刻んで楽しく踊ろうよ》といったフレーズが登場し、日々移り変わる環境の中でも楽しさを見出そうとするメッセージが綴られている。またサビでは《君がすべて》と歌われ、愛する相手の存在を肯定する内容にもなっている。柔らかなメロディラインとエモーショナルなボーカルが印象的で、デビューシングルの中では穏やかで温かみのある雰囲気を醸し出す一曲である。

## リリース
デビューシングル「I’M SWAG」は2018年11月21日にCDシングルとしてリリースされた。形態はカップリング曲違いの3種類（Type-A・B・C）で、価格は税込1,000円前後に設定された。Type-Aには「Sexy Beach Party Yes!!」、Type-Bには「What About This?」、Type-Cには「Everything’s Changing」と、それぞれ異なるカップリング曲が収録されている。初回生産分の共通特典として、全形態にメンバー個別7種＋集合1種の計8種類からランダムで1枚のトレーディングカードが封入された（各タイプごとにカード絵柄は異なり、3タイプ合計で全24種）。また販売店別の購入特典も用意され、タワーレコードでは先着でオリジナルポストカードが配布されるなどプロモーションが展開された。
発売に先立ち、9月末から全国主要都市のショッピングモール等でフリーライブを巡るリリースイベントツアーが実施された。10月7日からは東名阪Zeppツアー（2公演）が開催され、CDデビュー前にもかかわらず各会場が満員となる盛況ぶりを見せた。シングル発売当日の11月21日には東京・渋谷マルイ屋上でリリース記念イベントが行われ、大勢のファンが詰めかけて会場に入りきれない人が出るほどだった。さらに11月25日、東京・お台場のダイバーシティ東京プラザにて行われたイベントをもって全国キャンペーンは締めくくられた。同日のステージ上でONE N’ ONLYのファンの呼称が「SWAG（スワッグ）」に決定したことが発表され、デビュー後も引き続きグループとファンの絆を強める演出がなされた。なお、本シングル収録曲の音楽配信およびストリーミング配信はCD発売後の11月28日より開始されている。

## ミュージックビデオ
「I’M SWAG」のミュージック・ビデオは2018年5月7日にYouTube上で公開された。監督名は公表されていないが、映像は楽曲の持つエネルギーを視覚化したスタイリッシュな内容となっている。MVはまず無音のノイズ映像から始まり、画面いっぱいに映った瞼がカッと見開かれる瞬間にビートが炸裂する印象的なオープニングで幕を開ける。暗闇に浮かぶモニターやスモークの中で7人がダイナミックに踊るシーンを主体に、要所でメンバーのクローズアップやスローモーションを織り交ぜた演出がなされている。曲中では、ラフで力強いダンスの中にも指先まで神経の行き届いた繊細な振付が盛り込まれており、メンバーは時にあどけない少年のような表情から一転して大人びた色気も見せる。こうしたギャップや高いパフォーマンス力が映像でも強調され、「彼らは一体何者なのか？」と初見の視聴者を惹きつけるインパクトを与えた。撮影当時メンバー全員が10代後半という若さでありながら、ダンスブレイクやカメラ目線のシーンでは堂々とした存在感を放っている。
MV公開後、その映像美とパフォーマンスは国内外で評判となった。特にアジア圏の視聴者から「待ってました！」という声が多く寄せられ、ONE N’ ONLYを知るきっかけとなった作品でもある。2018年8月には続編ともいえる「Sexy Beach Party Yes!!」のMVもYouTubeで公開されており、こちらは南国風の衣装と砂浜を模したセットの中で明るく弾ける内容となっている。いずれのMVも公開当初から再生数を伸ばし、デビュー前の段階でグループの知名度拡大に大きく貢献した。

## 収録曲
| #         | タイトル                   | 作詞          | 作曲      | 編曲      | 時間 |
| --------- | -------------------------- | ------------- | --------- | --------- | ---- |
| 1.        | 「I'M SWAG」               | JUNE          | JUNE      | JUNE      | 3:13 |
| 2.        | 「Sexy Beach Party Yes!!」 | JUNE, kyo-hey | JUNE      | JUNE      | 4:56 |
| 合計時間: | 合計時間:                  | 合計時間:     | 合計時間: | 合計時間: | 8:09 |

| #         | タイトル             | 作詞・作曲・編曲 | 時間 |
| --------- | -------------------- | ---------------- | ---- |
| 1.        | 「I'M SWAG」         | JUNE             | 3:12 |
| 2.        | 「What About This?」 | JUNE             | 3:31 |
| 合計時間: | 合計時間:            | 合計時間:        | 6:43 |

| #         | タイトル                   | 作詞                 | 作曲         | 編曲         | 時間 |
| --------- | -------------------------- | -------------------- | ------------ | ------------ | ---- |
| 1.        | 「I'M SWAG」               | JUNE                 | JUNE         | JUNE         | 3:12 |
| 2.        | 「Sexy Beach Party Yes!!」 | IMAIZUMI KEIKO, JUNE | Jang Yijeong | Jang Yijeong | 3:24 |
| 合計時間: | 合計時間:                  | 合計時間:            | 合計時間:    | 合計時間:    | 6:36 |

## 批評とチャート成績
「I’M SWAG」は発売当時、専門家からその完成度と国際的な反響の大きさに注目が集まった。音楽メディアReal Soundのコラムニストは、同曲について「公開後すさまじい勢いで視聴回数が伸び、海外からもコメントが絶えない」と述べ、フィリピンやアルゼンチンなど世界各国に新規ファンを獲得した現象を分析している。また「数秒の沈黙から一気に畳み掛ける演出や、荒々しさと繊細さを兼ね備えたダンスが見る者を惹きつける」とMVの出来映えを評価し、ONE N’ ONLYのポテンシャルを示す映像作品だと評した。楽曲についても「正統派アイドルとは一線を画す攻撃的なサウンド」（『クイック・ジャパン』）と紹介されており、デビュー曲にしてグループの方向性を明確に示したナンバーとして肯定的な評価を受けた。
チャート成績の面では、CDシングルは初週で約2.6万枚を売り上げ、2018年12月3日付のオリコン週間シングルランキングで初登場6位を獲得した。Billboard Japan Hot 100においても初登場12位を記録し、CDセールスに加えてストリーミングや動画再生のポイント面でも健闘を見せた。デビュー当初はチャート上位に食い込む新人グループとして音楽関係者から注目され、その後のリリースにおいても本作を上回るヒットを連発する足掛かりとなった。発売から年月が経った2020年代に入っても本曲の人気は根強く、2022年時点で公式MVの再生回数が3,000万回を突破したことが報告されている。2023年にはグループ結成5周年を記念したライブツアーでデビュー曲「I’M SWAG」が改めて披露され、メンバー自ら当時の思い出を語る演出を交えてファンとともに楽曲の歴史を振り返った。こうした再評価の機会を通じて、「I’M SWAG」はONE N’ ONLYにとって欠かせない代表曲として位置付けられている。